# 范畯

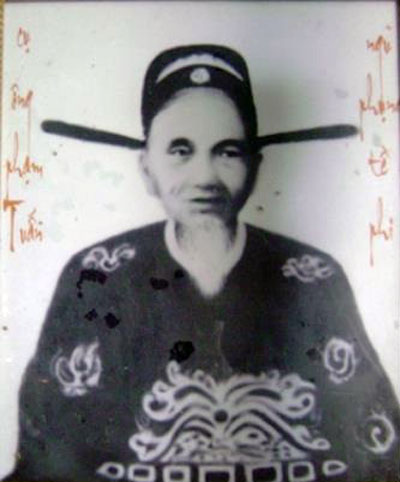
范畯像

范畯（越南语：／；1852年11月24日—1917年4月14日），原名范仲俊（越南语：／），字喜臣（越南语：／），越南阮朝官員。

## 生平
范畯是廣南省奠磐府延福縣富姜上總春臺洲（今屬廣南省奠磐市社奠福社）人，嗣德五年（1852年）出生。嗣德三十二年（1879年），范畯参加承天場鄉試，考中舉人。歷任奠磐幫佐、桂山訓導、河東知縣和升平教授。
成泰十年（1898年），范畯會試中格，庭試考中第三甲同進士出身，與其他4名廣南籍同科進士、副榜一起被成泰帝稱讚為“五鳳齊飛”。
成泰十一年（1899年），范畯補授禮部承辦。成泰十四年（1902年），升任侍講學士。維新二年（1908年），升光祿寺少卿，出領河靜督學。維新七年（1913年），范畯升鴻臚寺卿致事。
啟定二年（1917年），范畯在家去世，壽六十六歲。